# Гаур
Гаур (лат. Bos gaurus) — крупнейший представитель рода настоящих быков. Одомашнен человеком, одомашненная форма называется гаял (Bos gaurus frontalis).

## Внешний вид
Длина тела гаура достигает более трёх метров. Высота в плечах доходит до 2,3 м, а его вес может достигать 1500 кг, в отдельных случаях до 2000 кг. Нормальный взрослый самец весит около 1300 кг. Шерсть бурая, с оттенками от красноватого до чёрного. Рога в среднем 90 см в длину и выгнуты наверх в форме полумесяца.

## Распространение
Ареал гаура охватывает весь Пакистан (Синдх и Пенджаб), Индию, Бангладеш, Мьянму, Таиланд, Камбоджу, южный Вьетнам и Малайзию, Непал, где гаур живёт в густых лесах. Иногда он в поисках пищи выходит на опушки лесов или поляны, но в большинстве случаев избегает открытой местности.

## Поведение
Гауры от природы активны днём, но вблизи людских поселений зачастую перестраиваются на ночной образ жизни. Они питаются травами, однако могут есть также листву. Стада гауров состоят из десяти-двенадцати животных, в некоторых случаях могут достигать даже сорок особей. В них находятся, в основном самки с молодыми телятами, сопровождаемые одним самцом. Самцы нередко меняют стадо, право быть предводителем стада выигрывается в поединках, которые, однако, не приводят к увечьям. Молодые самцы, ещё не способные вызывать на поединок зрелого соперника, образуют отдельные стада. Пожилые самцы живут поодиночке.

## Угрозы
Гауры считаются животными, находящимися под угрозой. Из-за охоты и заражений коровьими эпизоотиями популяция гаура сильно сократилась. Сегодня в дикой природе живут около 20 тысяч гауров, рассеянные по разным ограниченным территориям. Развитие численности гауров в разных странах весьма различается: в Индии популяции с 1990-х годов смогли несколько увеличиться и составляют сегодня 90 % всех гауров. В странах же Юго-Восточной Азии ситуация критична, все популяции находятся под угрозой вымирания.

## Подвиды
Гаур (Bos gaurus) образует 3 подвида:
- Bos gaurus gaurus — Индийский гаур[4], Индия, Непал;
- Bos gaurus laosiensis — Индокитайский гаур[4], от Бирмы на юг до Малайского полуострова;
- Bos gaurus sinhaleyus † — обитал на о. Шри-Ланка, вымер в историческое время.
- Bos gaurus frontalis — Гаял, одомашненная форма гаура, иногда рассматривается как отдельный вид — Bos frontalis[4].

## Одомашнивание
Гауры относятся к пяти видам быков, которые могли быть одомашнены человеком. Домашняя форма гаура называется гаял или митхун. Гаял считается более смирным, чем гаур. Он заметно меньше своего дикого предка, обладает более широким лбом и более толстыми конусовидными рогами, концы которых направлены в стороны. Он используется как рабочее животное и как источник мяса. Гаялов держат в приграничных регионах Мьянмы, в Манипуре и Нагаланде. В других частях ареала гаур никогда не был приручён. В некоторых местах гаялов успешно скрестили с коровами. Гибриды гаяла и коровы используются во многих частях Индии и обладают типичными свойствами домашнего животного.
В Бутане гаялов скрещивают с яками, но потомство от такого скрещивания не отличается плодовитостью.

## Систематика
Иногда в отношении гаура применяется латинское название Bos gaurus. Ранее так называли дикого гаура, в то время как гаял назывался Bos frontalis. Однако, так как оба являются одним и тем же видом, с 1993 года к обоим применяется название Bos frontalis. Слова гаур и гаял происходят из хинди. В Юго-Восточной Азии их иногда называют также малайским словом «селаданг».

## Галерея

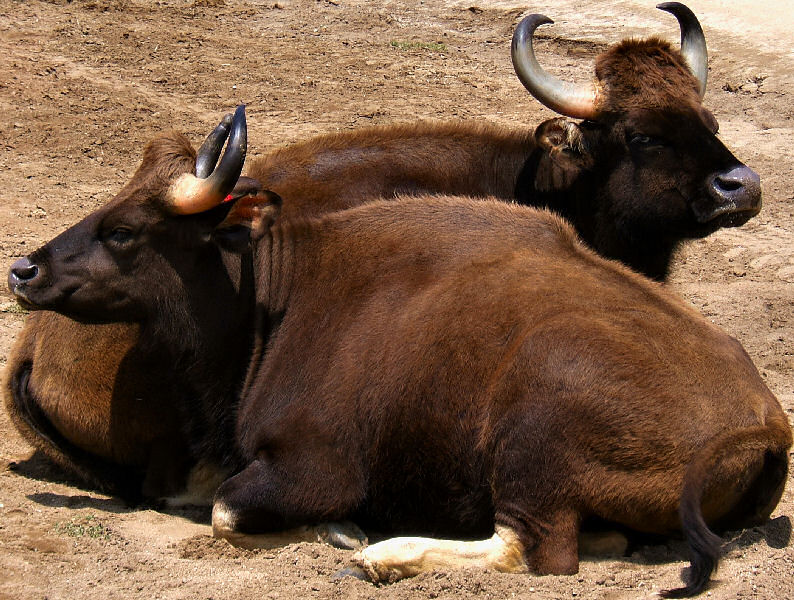
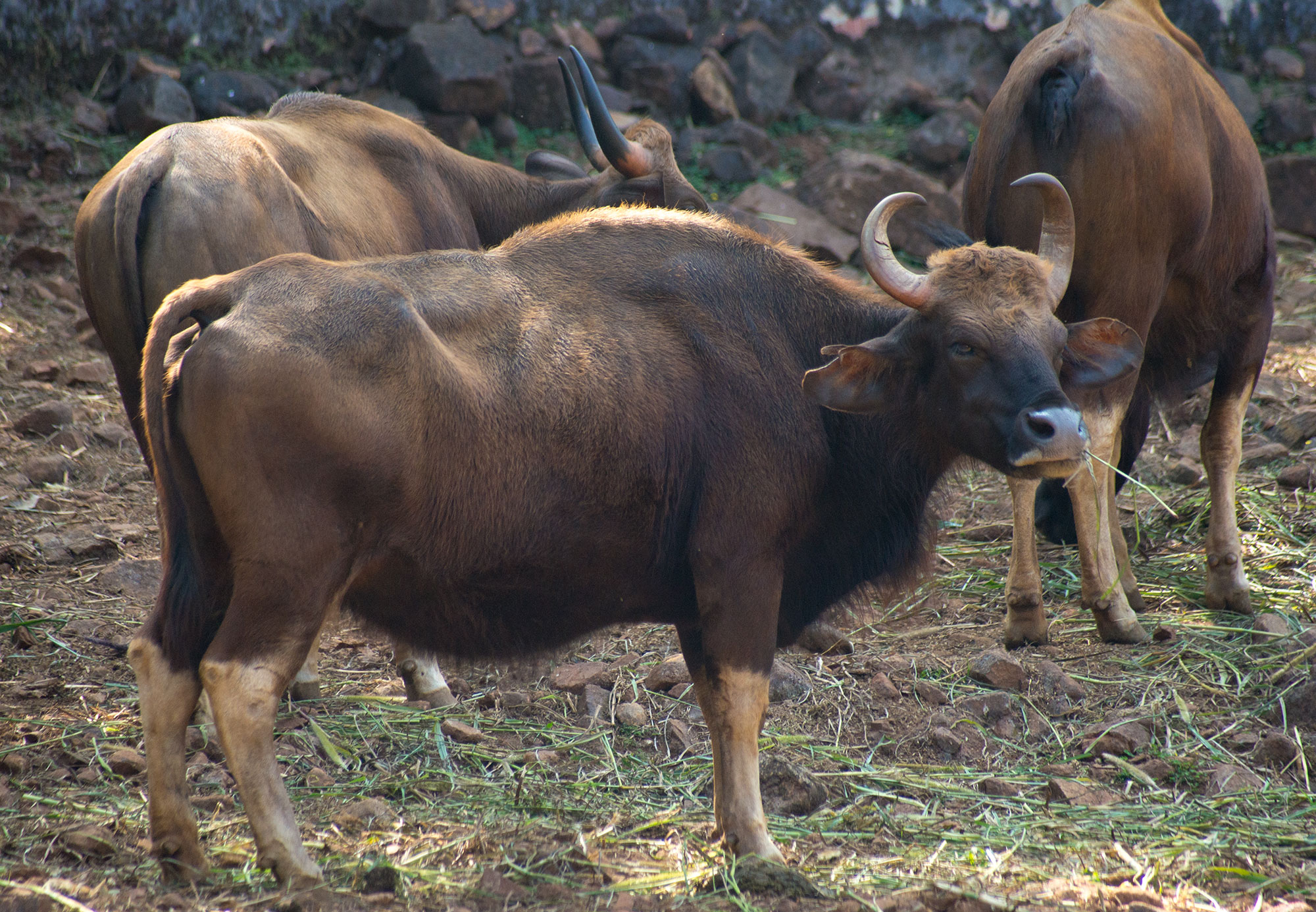
Гаур в зоопарке Бондла (Индия)
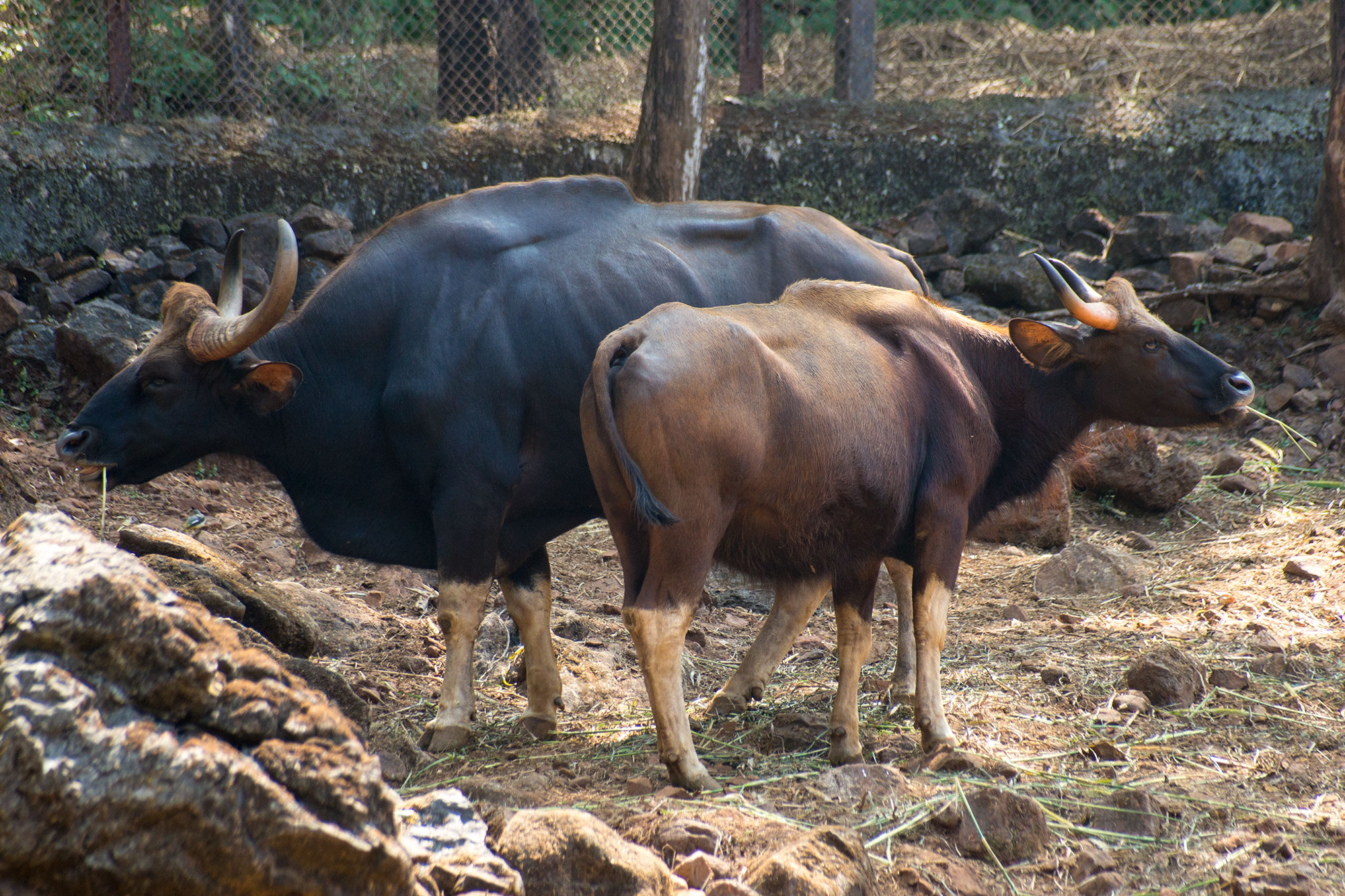
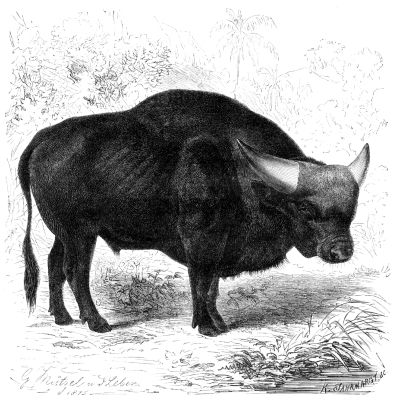
Гаял
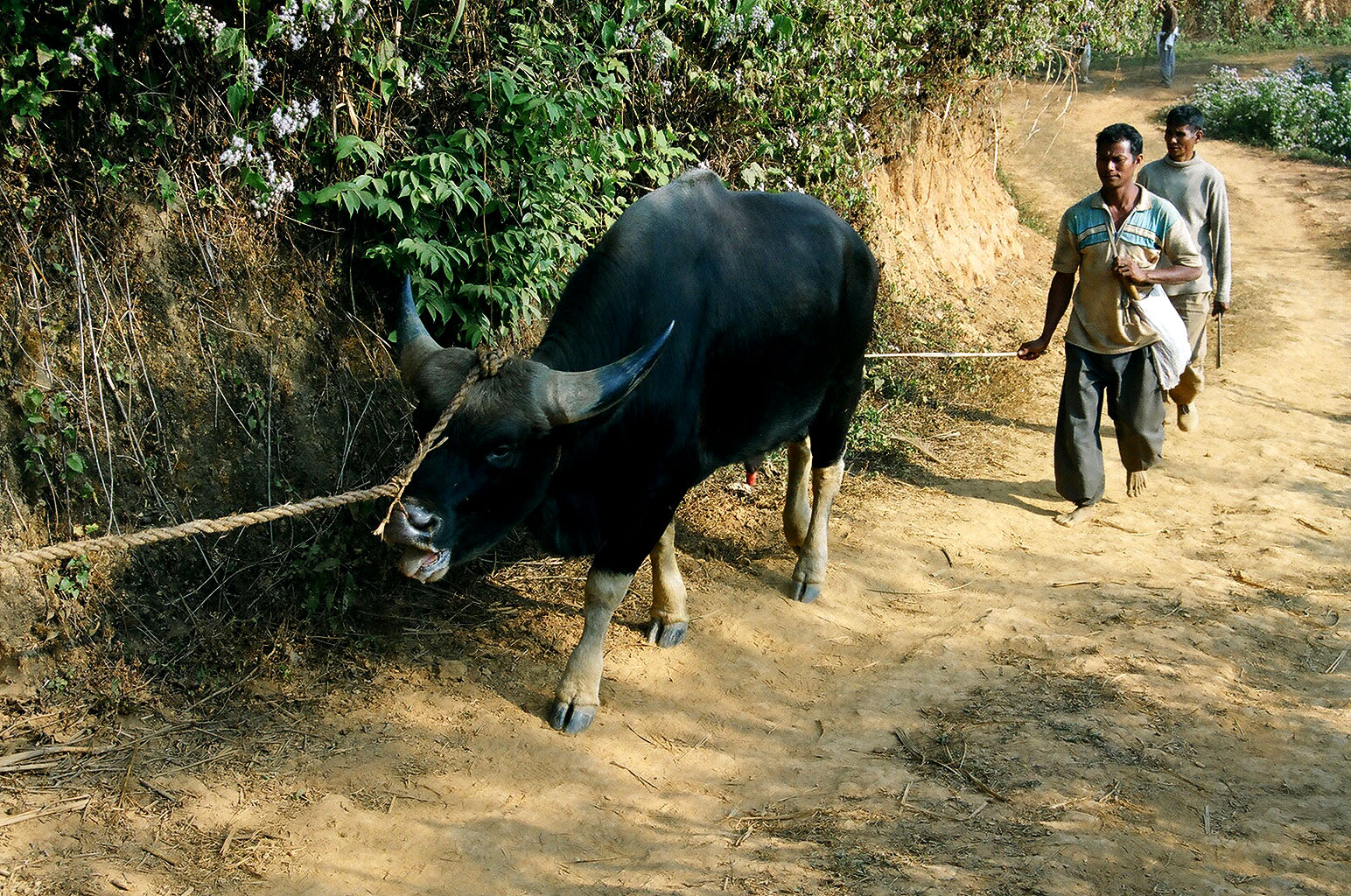
Гаял